# Intel HD Graphics

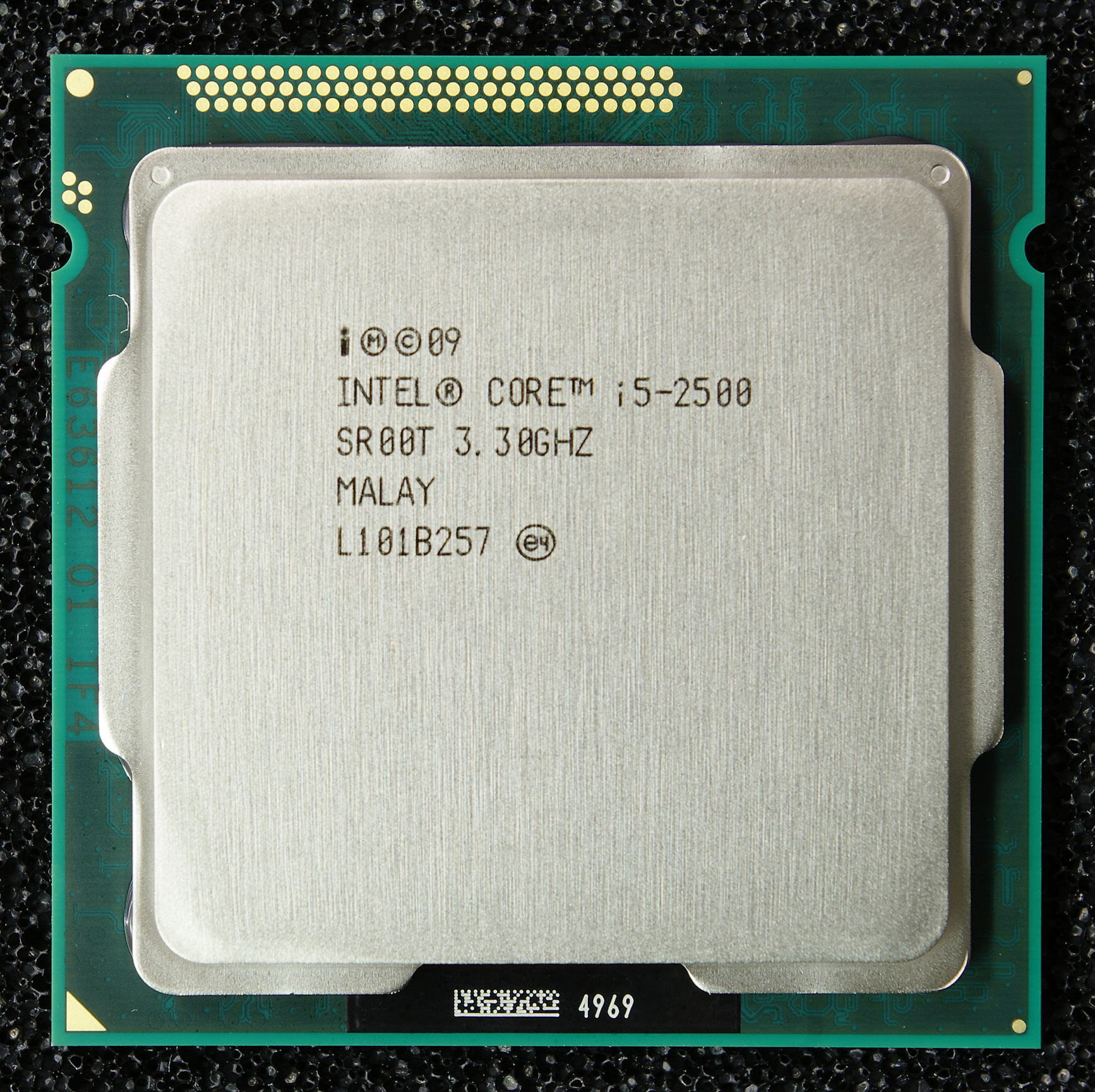
Intel Core i5-processor med Intel HD Graphics.

Intel HD Graphics är en serie grafikkort från Intel, integrerade i persondatorers processorer, och först lanserade 2010.
Dessa grafikkort var mycket vanliga i stationära arbetsdatorer eller billiga bärbara datorer, där användarna oftast inte hade krav på någon större grafikprestanda.
De har också oftast avsevärt mycket sämre prestanda än separata grafikacceleratorer och rekommenderas därför inte bland gamers.
Dess föregångare kallas Intel Extreme Graphics och Intel Graphics Media Accelerator, dessa var integrerade i moderkortets northbridge.
Intel HD Graphics kompletterades år 2013 av Intel Iris Graphics-serien och bytte år 2017 namn till Intel UHD Graphics.